# Claus Narr

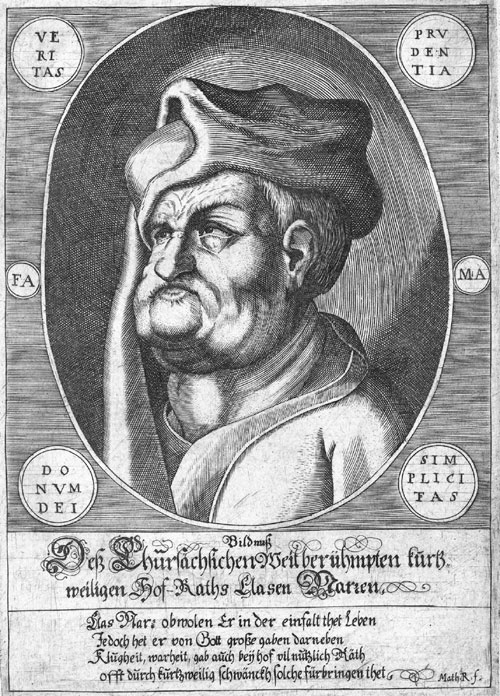
Bildnuß Deß Chursächsischen weitberümpten kurtzweiligen Hof-Raths Clasen Narren

Claus Narr (* vor 1455 in Ranstädt; † Ende Mai 1515 in Weida), auch Claus Narren von Ranstedt, war Hofnarr am sächsischen Hof des 16. Jahrhunderts und wurde aufgrund seiner närrischen Umtriebe zu einem der berühmtesten deutschen Hofnarren.

## Leben
Claus Narr wurde bereits im Alter von neun Jahren wegen seines erschreckend verunstalteten Aussehens und seines sonderbaren Verhaltens als natürlicher Narr an den Hof von Kurfürst Friedrich II. geholt und als lebendiges Erbstück von Fürst zu Fürst weitergereicht; so diente er nach dem Tod Ernst von Sachsens dessen ältestem Sohn und Nachfolger Friedrich dem Weisen, wurde 1500 an den Erzbischof von Magdeburg, Ernst II., ausgeliehen und kam 1513 an den kurfürstlichen Hof zurück. Weitergehende Rekonstruktionen seines Lebenswegs, denen zufolge er nach dem Tod Friedrichs III. 1525 die restlichen Jahre bei Johann dem Beständigen verbracht haben soll, sind mit der Quellenlage nicht vereinbar.
Der Narr lebte während seiner Zeit am Hof der Kurfürsten auf Schloss Hartenfels in Torgau an der Elbe im sogenannten Hausmannsturm, der heute zu besichtigen ist.
Claus Narr war, folgt man einem Gemälde von 1530 von Hans Sebald Lautensack, ein stiernackiger, offensichtlich geistig und körperlich schwer behinderter Mann. Allerdings erlangte er im Laufe seines Lebens offenbar einen solchen Ruf, dass ihm Hans Sachs einen Schwank widmete. Hier stilisierte Sachs den Narren unter dem Titel Klaus Narren drey grose wunder in der stat zu Leipzig zu einem geistreich-sarkastischen Kritiker der katholischen Kirche, wogegen jedoch andere Quellen den Narren als verwirrten, eigenbrötlerischen Menschen darstellen, der nicht selten durch Phantasien und Wahnvorstellungen auffiel.
Vielleicht aufgrund dieser Begebenheiten wuchsen die Geschichten um Claus Narren von Ranstedt derart an, dass der Pfarrer Wolfgang Büttner (ca. 1522–1596) aus Wolferstedt bei Mansfeld sie als Sechshundert sieben und zwantzig Historien von Claus Narrenn 1572 in Eisleben herausgeben konnte. Das Buch wurde im 16. und 17. Jahrhundert ein regelrechter Bestseller.
In den Geschichten Büttners wird des Öfteren deutlich, dass der Zustand geistiger Umnachtung ab und zu unterbrochen wurde und der Hofnarr nahezu parapsychologische Äußerungen von sich gab. So wird ihm die Vorhersage des Einsturzes einer Elbbrücke in Torgau zugeschrieben. Auch soll er aufgeregt eine Unterredung des Kurfürsten gestört haben, wo er darauf bestand, Wasser zu besorgen, um die Veste Coburg vor den Flammen zu bewahren. Später stellte sich heraus, dass zu diesem Zeitpunkt auf besagter Festung tatsächlich ein verheerendes Feuer wütete.